# Арайя, Франческо
Франче́ско Доменико Ара́йя (итал. Francesco Domenico Araja; 25 июня 1709, Неаполь — 1767/1771, Болонья) — оперный композитор и придворный капельмейстер времён Анны Иоанновны и Елизаветы Петровны.

## Биография и творчество
Первой оперой Франческо Арайи была «Berenica», представленная в 1730 году во дворце герцога тосканского близ Флоренции; вскоре в Риме была дана вторая его опера «Amore per regnante» («Любовь к царствующим»).
В 1735 году большая итальянская оперная труппа под руководством Арайи была приглашена в столицу Российской империи город Санкт-Петербург. Представления зимой давали в театре Зимнего дворца (во флигеле), а летом в театре Летнего сада. В 1737 году в Санкт-Петербургском придворном театре была разыграна опера «Abiazare» («Абиазар»), написанная Арайей. Это была первая итальянская опера, поставленная в Петербурге.
В 1738 году он поставил на сцене «Семирамиду», а в следующих годах оперы «Арсака», «Селевка», «Беллерофонта», «Александра в Индии» и другие. Арайе также приписывают сочинение оперы «La Russia afflitta e riconsolata» («Россия огорченная и утешенная», Москва, 1742), которая, по мнению Я. Штелина, принадлежит композитору Д. Далл’Ольо.
В 1740 году, после падения Бирона, Арайя был командирован в чужие края для приглашения новых артистов и певцов. Уже в том же году, специально для сочинения оперных либретто в Санкт-Петербург прибыл Джузеппе Бонекки, который, в числе прочего, по повелению императрицы Елисаветы Петровны, к венчанию Петра III Фёдоровича и принцессы Екатерины II Алексеевны сочинил либретто к опере Арайи «Сципион», с большою пышностью сыгранной на придворной сцене в 1745 году.
В 1755 году Арайя написал музыку к опере «Цефал и Прокрис», либретто к которой создал Александр Сумароков. Эта опера составила целую эпоху на русской сцене: это была первая опера, написанная на русский текст и исполненной русскими певцами в первый раз 27 февраля или 1 марта 1755 года, в театре Санкт-Петербургского Зимнего дворца (опера эта напечатана в 1764). Декорации создал Джузеппе Валериани, получивший пышный титул: «Первого исторического живописца, перспективы профессора, театральной архитектуры инженера при Императорском Российском дворе». Первые роли исполняли: певица, дочь лютниста, Елизавета Белоградская и певчие графа Разумовского, в числе их Гаврило Марценкович, отличный певец, в своё время известный под именем «Гаврилушки». Опера имела блистательный успех, и композитор в благодарность получил в дар от императрицы Елисаветы Петровны дорогую соболью шубу, оцененную в 500 рублей.
В 1759 году Арайя вернулся в Италию и жил в Болонье, пользуясь как заработанным в России, так и получая пенсион от российских монархов. С 1762 года он составлял ежегодно 600 талеров и выплачивался «по смерть». Последними произведениями композитора стали оратория «La Natività di Gesù» («Рождение Иисуса») и опера «La Cimotea» («Чимотея»).

## Оперы
- «Berenica» (премьера в 1730 году)
- «Amore per regnante» («Любовь к царствующим»; премьера в 1731 году)
- «Abiazare» (премьера в 1737 году)
- «Semiramide ol fento Nino» (премьера в 1738 году)
- «Александр в Индии» (премьера 18 декабря 1743 года)
- «La Russia afflitta e riconsolata» (?)
- «Сила любви и ненависти» («La forza dell’amore e dell’odio»)
- «Ложный труд или, не поя и не кормя, врага не наживёшь» (премьера 5 сентября 1744 года)
- «Сципион» (1745)
- «Беллерофонт» (1750)
- «Титово милосердие» (либретто Фёдора Волкова; премьера 16 декабря 1751 года)
- «Евдокия венчанная или Феодосий II» (1751)
- «Цефал и Прокрис» (либретто Александра Сумароков; премьера 27 февраля 1755 года)
- «Селевк» (Seleuco) (либретто Александра Сумароков; премьера в 1756 году)
- «Арсак» (1757)
- «Оставленная Дидона» (1758)
- «Ифигения в Тавриде» (1758)
- «La Cimotea»
- «Антогон»
- «Митридат»

## В художественной литературе
Арайе посвящена историческая миниатюра Валентина Пикуля "Повесть о печальном бессмертии".